# Ehringshausen (Hesja)
Ehringshausen – miejscowość i gmina w Niemczech, w kraju związkowym Hesja, w rejencji Gießen, w powiecie Lahn-Dill.

## Współpraca
Miejscowości partnerskie:
- Haverhill, Anglia
- Neustadt am Rennsteig, Turyngia
- Roquemaure, Francja